# Çalık Holding
Die Çalık Holding ist einer der größten türkischen Konzerne, zu dem 34 Unternehmen gehören. Die Unternehmenszentrale liegt in Merter, Istanbul. Die Çalık Holding ist in den Geschäftsbereichen Bau, Energie, Finanzen, Textilien, Logistik und Mediengewerbe aktiv. Im Jahr 2007 betrug das Eigenkapital des Konzerns 850 Millionen US-Dollar.

## Gründungsgeschichte
Die Familie Çalık stieg um 1930 ins Textilgeschäft ein. 1980 gründete die Familie die Ortadoğu Tekstil Tic. ve San A.Ş. Dieses Unternehmen wird heute als Grundstock der Erfolgsgeschichte Çalık gesehen. Im selben Jahr wurde auch Çalık Energie gegründet. Die Gründung der Holding erfolgte 1997.

## Auslandstätigkeiten
Der Vorstand des Konzerns, Ahmet Çalık, machte Anfang der 1990er-Jahre Textilinvestitionen in Turkmenistan. Dort konnte er sich schnell bei dem inzwischen verstorbenen Staatspräsidenten Saparmyrat Nyýazow beliebt machen. Er veranlasste die Übersetzung der Ruhnama ins Türkische und ins Englische. Die Annäherung an den Diktator ging so weit, dass dieser ihm sogar den Posten eines stellvertretenden Ministers gab. In dieser Zeit soll Çalık ein Milliardenvermögen angehäuft haben. Des Weiteren bestehen Engagements der Calik Holding im Irak und Bestrebungen, weitere Projekte im Irak umzusetzen.

## Kritik
Das vom türkischen Staat verkaufte Medienimperium Sabah, zu dem Tageszeitungen, Zeitschriften und Fernsehsender gehören, wurde von der Çalık-Gruppe als einzigem Bieter der Ausschreibung für 1,1 Milliarden US-Dollar am 22. April 2008 gekauft. Zum Kauf dieser Mediengruppe erhielt Çalık einen Kredit von 770 Millionen US-Dollar von den staatlichen Banken Halkbank und Vakıfbank. Der Verkauf rief türkeiweit einen Sturm der Entrüstung hervor, nicht nur, weil es bevorzugte Kreditkonditionen von staatlichen Banken gab, sondern auch deswegen, weil Çalık im Rufe steht, eine besondere Nähe zur Adalet ve Kalkınma Partisi zu haben. Der damals stellvertretende Vorsitzende der oppositionellen CHP Kemal Kılıçdaroğlu beschuldigte den türkischen Ministerpräsidenten Recep Tayyip Erdoğan, sich für die Kreditaufnahme starkgemacht zu haben. Präsident Abdullah Gül gab zu, dass er Çalik mit dem Herrscher Katars Hamad bin Chalifa Al Thani bekannt gemacht hat, der sich wiederum über eines seiner Unternehmen an dem Medienkonzern mit 25 % beteiligt hat.
In der Kritik steht auch Berat Albayrak, der Schwiegersohn Erdoğans, der mit 29 Jahren der CEO des Çalık Konzerns wurde.